# The Wanted: The EP
The Wanted: The EP é o primeiro extended play (EP) da boyband britânica The Wanted. Lançado em 24 de abril de 2012, apenas nos Estados Unidos e Canadá através da Mercury Records e no Brasil através da Universal Music.
O álbum consiste nos sete singles já lançados pelo grupo até então, para a divulgação de seu dois primeiros discos The Wanted e Battleground; além de duas músicas inéditas, "Satellite" e "Chasing The Sun" a qual foi lançada como o único single do álbum, onze dias antes de seu lançamento. Além da faixa "Rocket", incluída no álbum anterior.

## Antecedentes
Em 2011, The Wanted assinou um contrato com a Def Jam Recordings para lançar três álbuns de estúdio em países de todo o continente americano. Durante as sessões de gravação do segundo álbum de estúdio da banda, Battleground, a gravadora pediu pediu para eles gravassem um trabalho para ser lançado no território. Mais tarde, foi confirmado pela Def Jam que o primeiro lançamento da banda para o local seria um extended play (EP) de dez faixas, que seria composto de uma mistura de material já lançado, ao lado de duas faixas exclusivas para o mercado americano. Logo após a informação, a banda brincou que tinham estado no estúdio com uma "grande estrela americana", gravando um dueto intitulado "Jealousy". Logo depois anunciaram que esta estrela era Rihanna. Mais tarde, foi relatado pelo Digital Spy que após a canção ter sido misturada, sintonizada e finalizada, a combinação final "não cortou-a", e como tal, a canção tinha sido completamente descartada e não iria ser liberada.

## Singles
- "Glad You Came" e "All Time Low" foram relançadas como CD Single, em uma nova capa em 1º e 10 de julho de 2012, respectivamente, nos Estados Unidos.

- "Chasing the Sun", foi lançado como o primeiro single em 13 de abril de 2012, no iTunes e como CD Single. O videoclipe da música foi gravado no dia 17 de abil em Los Angeles, Estados Unidos; e lançado no You Tube no dia 26 de abril.

| Críticas profissionais | Críticas profissionais |
| Pontuações agregadas   | Pontuações agregadas   |
| Fonte                  | Avaliação              |
| ---------------------- | ---------------------- |
| Metacritic             | 62/100                 |
| Avaliações da crítica  |                        |
| Fonte                  | Avaliação              |
| Allmusic               | [ 5 ]                  |
| Billboard              | 68/100                 |
| Entertainment Weekly   | B+                     |
| HitFix                 | mixed                  |
| Los Angeles Times      | [ 9 ]                  |
| Rolling Stone          | [ 10 ]                 |

## Faixas
| Edição padrão |                   |                                                      |                              |         |  |
| N.º           | Título            | Compositor(es)                                       | Produtor(es)                 | Duração |  |
| 1.            | "Glad You Came"   | Steve Mac, Wayne Hector, Ed Drewett                  | Steve Mac                    | 3:18    |  |
| 2.            | "Chasing the Sun" | Alex Smith, Elliot Gleave                            | Alex Smith                   | 3:18    |  |
| 3.            | "All Time Low"    | Mac, Hector, Drewett                                 | Steve Mac                    | 3:25    |  |
| 4.            | "Satellite"       | Ryan Tedder, Noel Zancanella, E. Kidd Bogart         | Ryan Tedder, Noel Zancanella | 3:02    |  |
| 5.            | "Lightning"       | Mac, Hector, Drewett                                 | Steve Mac                    | 3:23    |  |
| 6.            | "Heart Vacancy"   | Mich Hansen, Jonas Jeberg, Lucas Secon, Wayne Hector | Jonas Jeberg, Mich Hansen    | 3:43    |  |
| 7.            | "Gold Forever"    | Mac, Hector, Claude Kelly                            | Steve Mac                    | 3:58    |  |

| Edição Especial: Faixas adicionais |                |                                               |                                          |         |  |
| N.º                                | Título         | Compositor(es)                                | Produtor(es)                             | Duração |  |
| 8.                                 | "Lose My Mind" | Nina Woodford, Rami Yacoub, Carl Falk         | Rami Yacoub, Carl Falk, The Wideboys     | 3:47    |  |
| 9.                                 | "Warzone"      | Jack McManus, Harry Sommerdahl, George, Sykes | Phat Fabe, Harry Sommerdahl              | 3:38    |  |
| 10.                                | "Rocket"       | Diane Warren                                  | Christopher "Tricky" Stewart, Mike Green | 3:15    |  |